# Fajn
Fajn (niem. fein) – w numizmatyce określenie jakości stopu metalu, z którego wybita jest moneta, odnoszące się do masy użytego szlachetnego kruszcu (srebra lub złota).